# Magnus Kalén
Magnus Kalén, född 17 juli 1785 i Gammalkils socken, död 11 juni 1854 i Hagebyhöga socken, Östergötlands län, var en svensk kyrkoherde i Hagebyhöga församling och kontraktsprost i Aska kontrakt.

## Biografi
Magnus Kalén föddes 17 juli 1785 på Drättinge i Gammalkils socken. Han var son till häradsdomaren Anders Månsson och Sara Jonsdotter. Kalén studerade i Linköping och blev höstterminen 1804 student vid Uppsala universitet, Uppsala. Han blev 1806 student vid Greifswalds universitet, Greifswald och 19 maj 1807 magister där. Kalén prästvigdes 9 juni 1814 och blev 16 november 1814 komminister i Kumla församling, Svanshals pastorat, tillträde 1816. Han tog 30 april 1828 pastoralexamen och blev 14 januari 1829 kyrkoherde i Hagebyhöga församling, Hagebyhöga pastorat, tillträde samma år. Den 5 oktober 1836 blev han kontraktsprost i Aska kontrakt. Han avled 11 juni 1854 i Hagebyhöga socken.

### Familj
Kalén gifte sig 12 augusti 1808 med Anna Helena Wichius (1790–1858). Hon var dotter till regementsskrivaren Gustaf Wichius och Christina Söderstrand. De fick tillsammans barnen Anders Gustaf (1809–1810), Christina Carolina (1810–1812), Wilhelmina (1812–1813), Matilda Fredrika, Anna Amalia Charlotta, Frans August (1818–1884), Carolina Cecilia, Magnus Wilhelm, Emma Josephina, Knut Hjalmar, Adam Frithiof (1829–1829), Fredrik Viktor Agathon (1830–1905) och Ida Constantia Helena (1833–1858).